# Oreokera cumulus
Oreokera cumulus är en snäckart som först beskrevs av Nils Hjalmar Odhner 1917.  Oreokera cumulus ingår i släktet Oreokera och familjen Charopidae. IUCN kategoriserar arten globalt som otillräckligt studerad. Inga underarter finns listade i Catalogue of Life.